# Ärkeängeln Mikaels kyrka, Balasjicha
Ärkeängeln Mikaels kyrka (ryska: Церковь Михаила Архангела/Tserkov Mihaila Arhangela) är en rysk-ortodox kyrkobyggnad belägen i staden Balasjicha, i Moskva oblast, i västra Ryssland.
Kyrkan är helgad åt Ärkeängeln Mikael och tillhör det rysk-ortodoxa stiftet Balasjichas stift.

## Historik

### Tidigare kyrka
Tidigare fanns det en annan kyrka på samma plats där den nuvarande står, som förstördes i en brand 1770 på grund av ett blixtnedslag.

### Nuvarande kyrkan
Byggandet av den nuvarande kyrkan försenades på grund av ett fel i konstruktionen. 1773 var kyrkan och klocktornet nästan färdigt.
Under sovjettiden stängdes inte kyrkan ned.

## Kyrkan

### Exteriör
- Kyran är byggd i tegel och sten i barockstil.[1]

- Klocktornet har tre våningar.[2]

### Inventarier
- Inne i kyrkan finns en ikonostas som har fem nivåer av ikoner. Ikonostasen har stått där sedan kyrkan byggdes.[1]

## Bilder

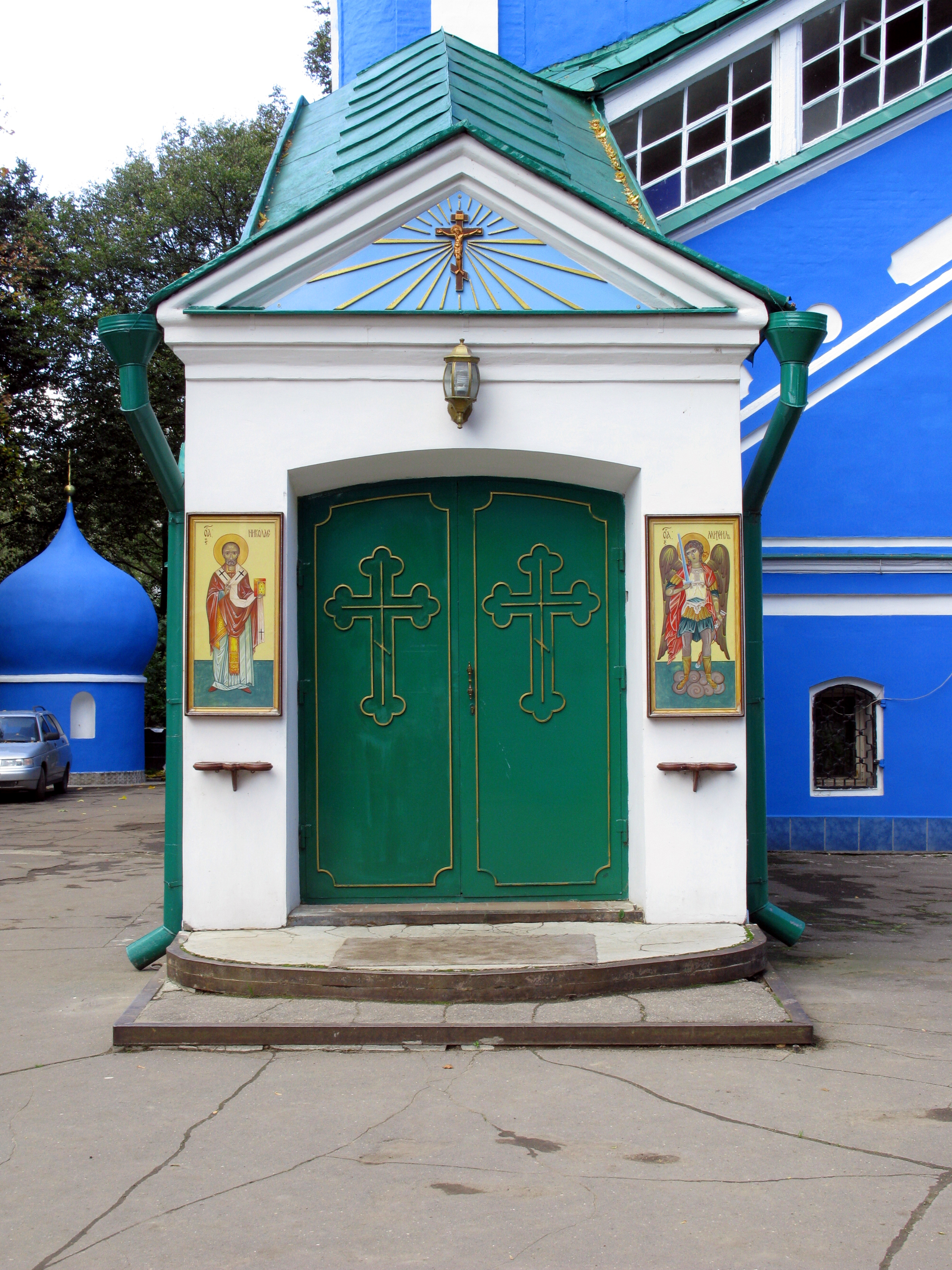
Entrén.
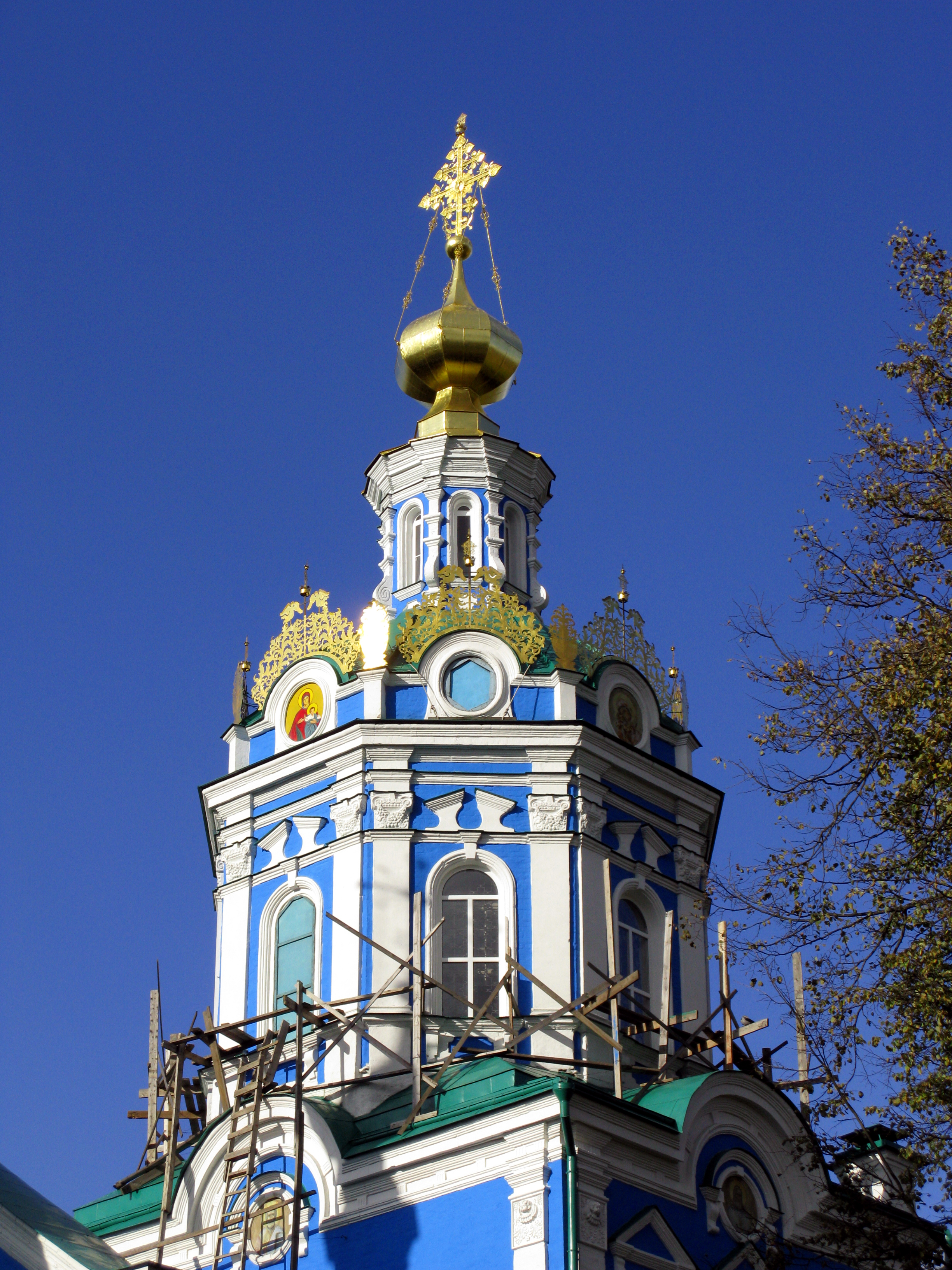
En av kupolerna.